# Платанотопос
Платанотопос (грч. Πλατανότοπος) је насељено место у  општини Кушница у периферији Источна Македонија и Тракија, Грчка. Према попису из 2021. године било је 522 становника.
Према бугарском географу и историчару, Василу Канчову, у Платанотопосу је 1900. године живело 125 Турака. Године 1924. турско становништво је принудно исељено у Турску а на њихово место су насељене грчке избегличке породице из Турске, којих је на попсу из 1928. године било 324. Село се раније звало Исирли